# Громадський редактор
Громадський редактор — це посада, яка існує в деяких газетах та журналах. Особа, яка займає цю посаду, несе відповідальність за дотриманням етики у певних публікаціях. Ці обов'язки включають виявлення та вивчення критичних помилок та є різновидом зв'язку з громадськістю. Найчастіше такі редактори виконують цю роботу на регулярній основі. Оскільки громадські редактори, як правило, є співробітниками тієї ж газети, яку вони критикують, може здатися, що існує можливість упередженого ставлення. Однак газета з високим рівнем етики не звільняє громадського редактора за критику газети, бо це б суперечило меті його діяльності і було б дуже імовірним приводом для занепокоєння громадськості.

## Історія та розвиток
Низка відомих газет у США використовують колонку публічних редакторів для публікацій своїх омбудсменів, хоча це не є типовою практикою. Колонки громадських редакторів створені для висвітлення більш широкого кола питань і не мають процедури акредитації, тоді як для того, щоб отримати статус постійного омбудсмена необхідно бути членом Організації омбудсменів новин.
Першою газетою, яка призначила омбудсмена, був токійський Асахі Сімбун в 1922 році. Першими серед американських газет, які призначили громадського редактора, були Луїсвільський кур'єрський журнал і Луїсвілль таймз у 1967 році.
У «Нью-Йорк таймз» посада була створена у відповідь на скандал Джейсона Блера. Першим громадським редактором газети став Даніель Окрент, який мав досвід у книговидавництві. Він обіймав посаду два роки — з грудня 2003 року по травень 2005 року. Впродовж наступних дванадцяти років п'ять осіб поспіль займали цю посаду, але 31 травня 2017 року редактія оголосила, що її усуває.